# Maurizio Pollini
Maurizio Pollini, född 5 januari 1942 i Milano, död 23 mars 2024 i Milano, var en italiensk pianist. Han vann som 18-åring den prestigefyllda Chopin-tävlingen i Warszawa.